# Pfeishütte

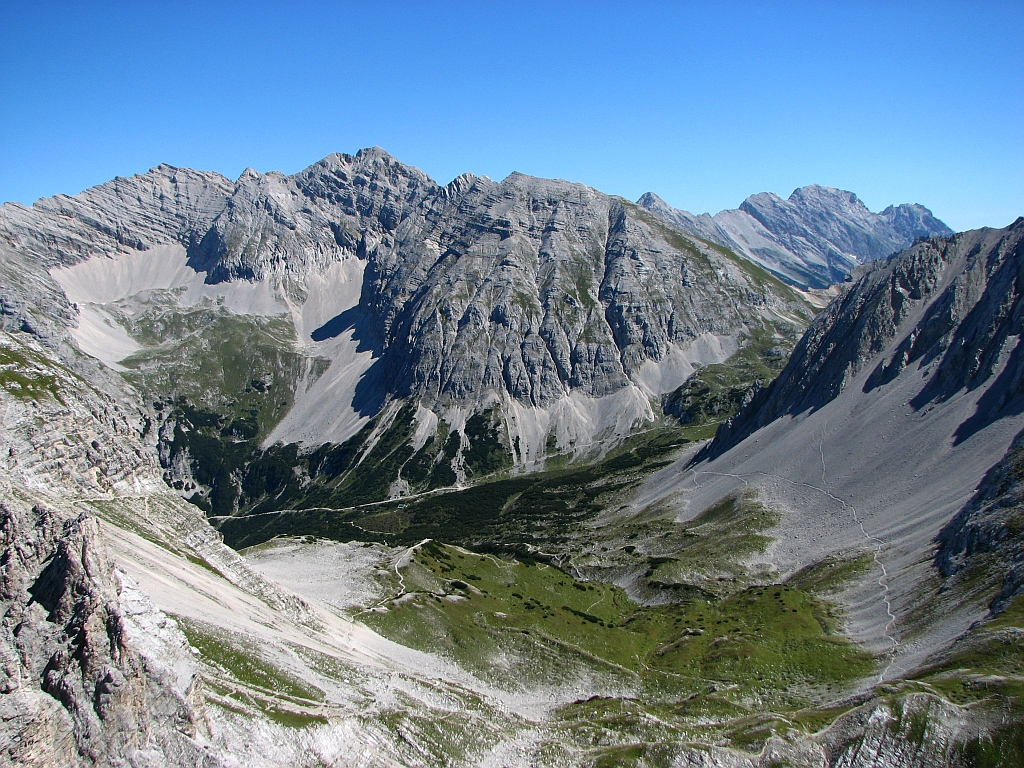
Die Pfeishütte befindet sich in der Pfeis nördlich der Rumer Spitze, Ausblick von der Mandlspitze

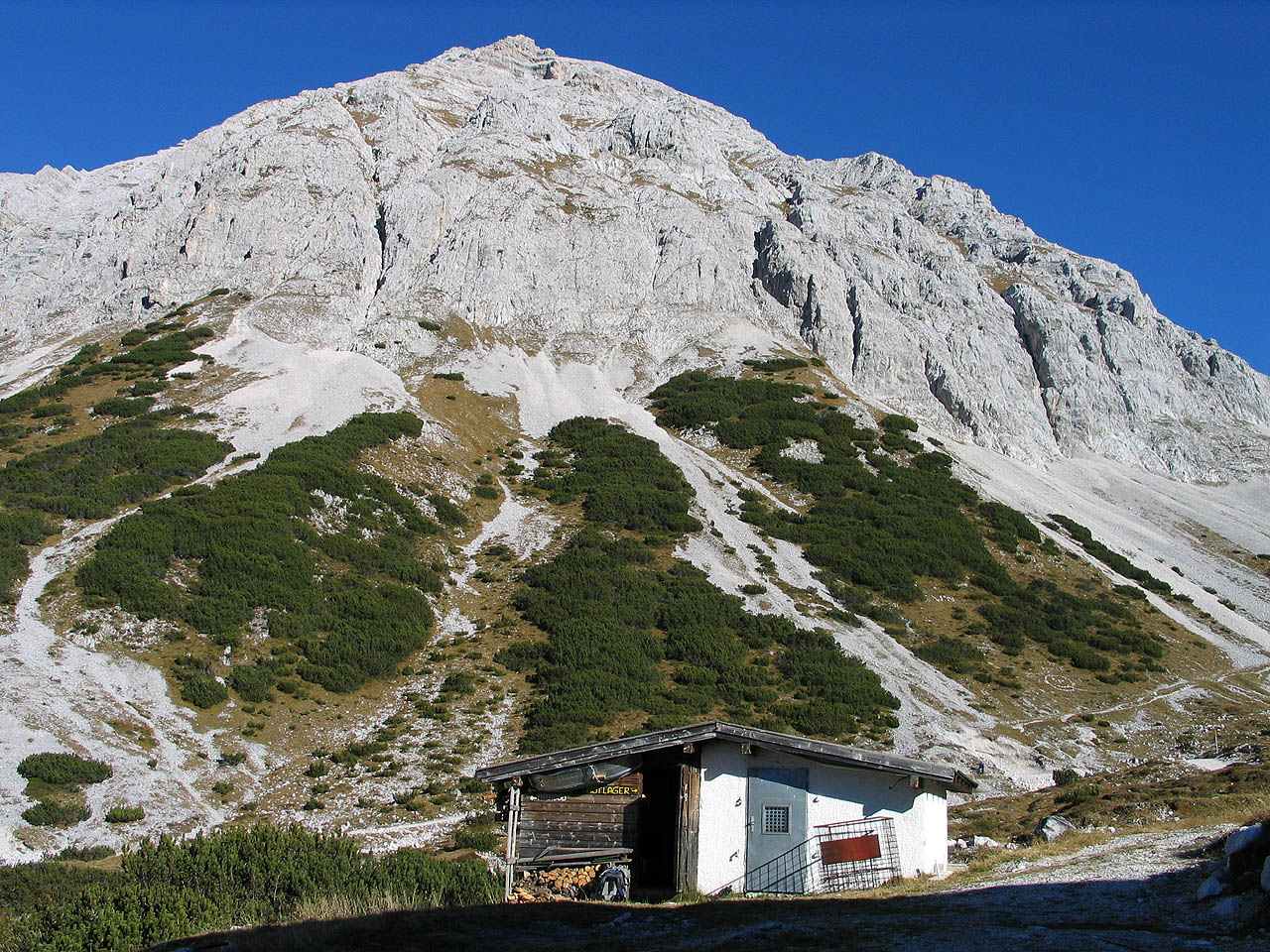
Winterraum der Pfeishütte vor der Stempeljochspitze

Die Pfeishütte ist eine Schutzhütte der Sektion Innsbruck des Österreichischen Alpenvereins in 1922 m ü. A. Höhe oberhalb des Samertales mit Blick auf die umliegenden Gipfel. Damit befindet sich das Schutzhaus auf der Nordseite der Inntalkette des Karwendels in Tirol nicht weit entfernt von der Landeshauptstadt Innsbruck, wo man von der Nordkette spricht.
Wegen der zentralen Lage und den zahlreichen Tourenmöglichkeiten ist die Hütte für Bergsteiger ein wichtiger Stützpunkt bei mehrtägigen Unternehmungen im Karwendel, aber auch bei Gipfelbesteigungen. Darüber hinaus ist die Hütte bei Mountainbikern und Wanderern als Ausflugsziel beliebt, die Tagestouren zur Hütte unternehmen.
Im Winter ist die Hütte geschlossen, jedoch steht im Nebengebäude ein unverschlossener Winterraum für Skitourengeher zur Verfügung. Bei lawinensicheren Verhältnissen können somit hochalpine Skitouren auf die umliegenden Gipfel unternommen werden, diese erfordern jedoch ausnahmslos eine solide Erfahrung.

## Geschichte
Um das südliche Karwendelgebirge besser zu erschließen, entschloss sich die zuständige Sektion Innsbruck des DuOeAV im zentral gelegenen Almkessel der Pfeis eine Hütte zu errichten. Sie wurde in den Jahren 1925/1926 um etwa 140.000 Schilling erbaut und am 18. September 1927 eröffnet. Von Anfang an wies sie erfreuliche Besucherzahlen auf. Bis heute erhalten geblieben sind die originalgetreuen Holz- und Wandvertäfelungen in den Gaststuben und Zimmerlagern. Instandhaltungsmaßnahmen wurden stets unter fachkundiger Aufsicht und behutsamer Schonung der ursprünglichen Bausubstanz vorgenommen. Die modernen Sanitäranlagen mit Warmwasser und Duschen garantieren einen bequemen Aufenthalt inmitten des hochalpinen Karwendelgebirges. Seit 2017 steht die Hütte unter Denkmalschutz.
Allerdings gestaltet sich die Versorgung der Hütte nicht ganz einfach, über einen 20 km langen Fahrweg von Scharnitz müssen sämtliche Transporte erfolgen. Die Trinkwasserversorgung der Alm erfolgte ursprünglich über eine Quelle samt einem Hochbehälter (48 m³) oberhalb des Almgebäudes (wasserrechtlich genehmigt 1950). Im Jahre 1991 wurde eine weitere Quelle mit wesentlich höherer Schüttung (unterhalb der Alm) gefasst. Dieses Wasser wird über ein Pumpsystem zum Almgebäude transportiert. 1998 wurde begonnen, die Hütte an höher werdende Anforderungen des Umweltschutzes anzupassen. So ermöglichen heute moderne, umweltschonende Solaranlagen die gesamte Stromversorgung. Des Weiteren wurde eine vollbiologische Kläranlage (Tropfkörperanlage und Kiesbeetanlage) zur Aufbereitung des Abwassers errichtet. Für diese Bemühungen einer vorbildlichen, zeitgemäßen Hüttenbewirtschaftung erhielt die Pfeishütte 1999 das begehrte Umweltgütesiegel für Alpenvereinshütten.

## Zugänge
- Von Scharnitz durchs Gleirschtal und Samertal, leicht, Gehzeit: 5 Stunden, auch mit Mountainbike befahrbar.
- Vom Halltal über Herrenhäuser und Stempeljoch, mittel, Gehzeit: 3 Stunden.
- Von der Station Hafelekar der Nordkettenbahn über den Goetheweg, leicht, Gehzeit: 1½ Stunden.
- Von Arzl oder Hungerburg bei Innsbruck über Arzler Scharte, mittel, Gehzeit: 4½ Stunden.
- Von Rum (Tirol) oder Thaur über Vintlalm und Kreuzjöchl, mittel, Gehzeit: 5 Stunden.

## Übergänge
- Hallerangerhaus und Hallerangeralm über Stempeljoch und Lafatscher Joch, mittel, Gehzeit: 3 Stunden.
- Bettelwurfhütte über Stempeljoch und Innsbrucker Höhenweg, mittel, Gehzeit: 3½ Stunden.
- Sankt Magdalena im Halltal über Stempeljoch, mittel, Gehzeit: 2½ Stunden.
- Solsteinhaus über Goetheweg, Hafelekarspitze, Seegrube, Frau Hitt-Sattel und Gipfelstürmerweg, schwer, Gehzeit: 7 Stunden.

## Gipfelbesteigungen
- Mandlspitze (2366 m ü. A.), Gleirschtaler Brandjoch (2372 m ü. A.) und Gleirschspitze (2317 m ü. A.), leicht, Gehzeit je 1½ Stunden.
- Rumer Spitze (2454 m ü. A.) über West- oder Ostgrat, anspruchsvoll, Gehzeit: 1¾ Stunden.
- Pfeiser Spitze (2347 m ü. A.) und Lattenspitze (2330 m ü. A.) über Nordgrat, anspruchsvoll, Gehzeit: 1½ Stunden.
- Stempeljochspitze (2543 m ü. A.) über Südflanke, mittel, Gehzeit: 2¼ Stunden.
- Hintere Bachofenspitze (2668 m ü. A.) über Westflanke, anspruchsvoll, Gehzeit: 2¾ Stunden.
- Sonntagkarspitze (2575 m ü. A.) über Südgrat, anspruchsvoll, Gehzeit: 2¾ Stunden.
- Kaskarspitze (2580 m ü. A.) über Kaskar und Südostflanke, anspruchsvoll, Gehzeit: 3 Stunden.
- Östliche Praxmarerkarspitze (2638 m ü. A.) über Praxmarerkar, anspruchsvoll, Gehzeit: 4 Stunden.